# Passeport antiguayen
Le passeport antiguayen est un document de voyage international délivré aux ressortissants antiguayens, et qui peut aussi servir de preuve de la citoyenneté antiguayenne. Le document est aussi un passeport CARICOM.

## Liste des pays sans visa ou visa à l'arrivée
En janvier 2021, le passeport antiguayen permet d'entrer sans visa préalable dans 151 pays. D'après le classement Henley le document occupe, avec celui des Seychelles, le 28e rang en termes de liberté de voyages internationaux.
Puisque Antigua-et-Barbuda est un État membre de la Communauté caribéenne (CARICOM), les détenteurs du passeport antiguayen ont droit à la libre circulation dans les autres pays de la communauté depuis 2005.